# Saint-Martin-kanalen

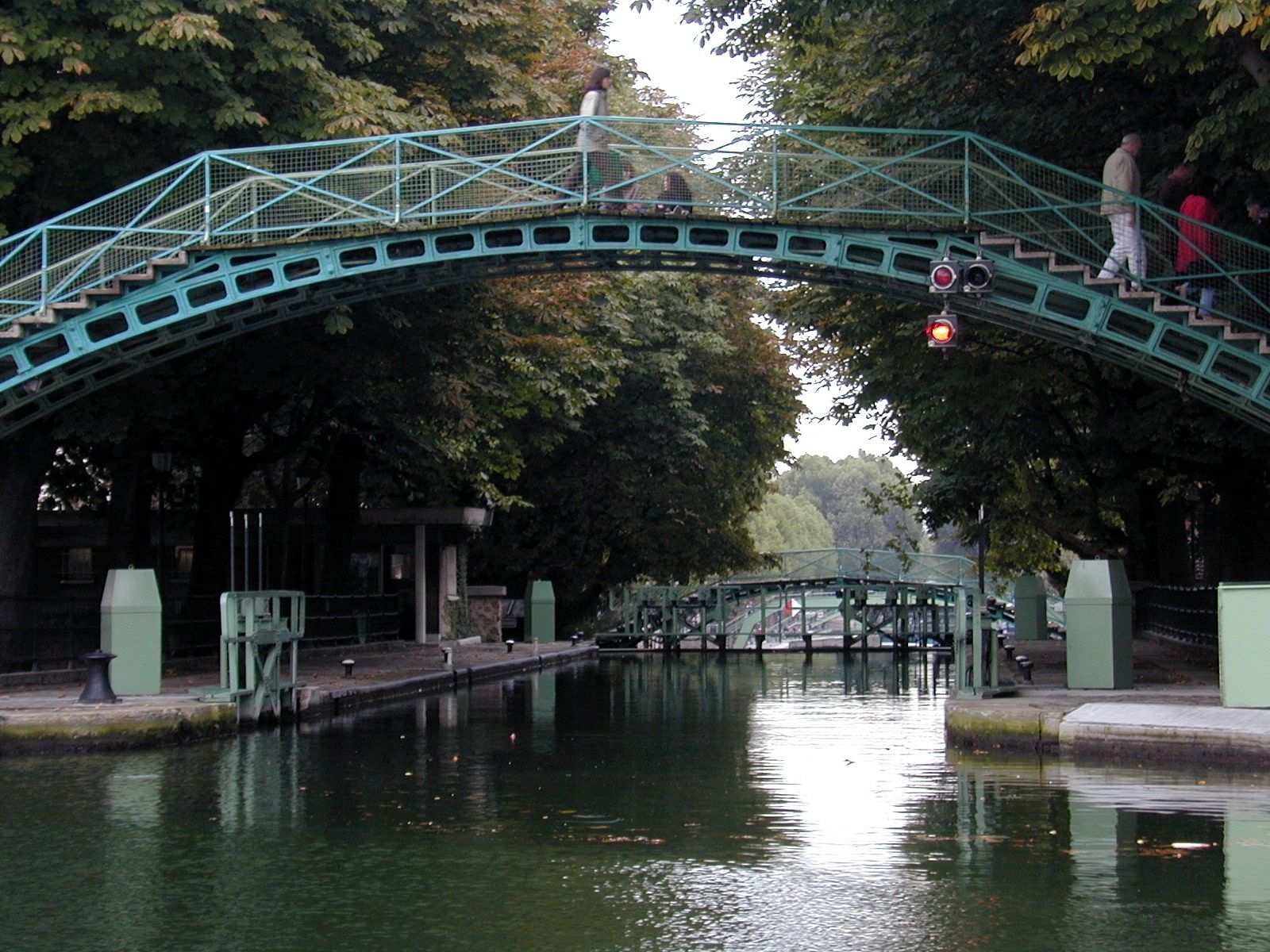
bro över Saint-Martin-kanalen

Saint-Martin-kanalen (Canal Saint-Martin) börjar i nordöstra delen av Paris vid Place de la Bataille-de-Stalingrad och rinner fram till Seine. Saint-Martin-kanalen är ca 4 kilometer. till följd av slussandet tar en båtfärd ungefär tre timmar.
Sommartid trafikeras kanalen och alla dess slussar av katamaranen La Batache. Kanalen passerar Hotel du Nord, ett klassiskt hotell. Saint-Louis-sjukhuset där August Strindberg togs in under sin "infernokris" skymtar från kanalen. Cirka halvvägs leds fartygen in i en 2,5 km lång tunnel fram till boulevard Richard-Lenoir och Bastiljen vid den sista slussen innan Seine.
I ett av Jacques Tardis album om Adèles äventyr är handlingen förlagd till Saint-Martin-kanalen.